# Utlängan
Utlängan ist eine Insel im Schärengarten von Blekinge in der schwedischen Provinz Blekinge län.

## Geografie
Die Insel liegt weit draußen auf dem offenen Meer. Nur Utklippan befindet sich weiter entfernt vom Festland. Utlängan besteht überwiegend aus Wald- und Wiesengebieten. Die Insel ist ungefähr drei Kilometer lang und 1,5 Kilometer breit. Die Größe beträgt etwa 215 Hektar.

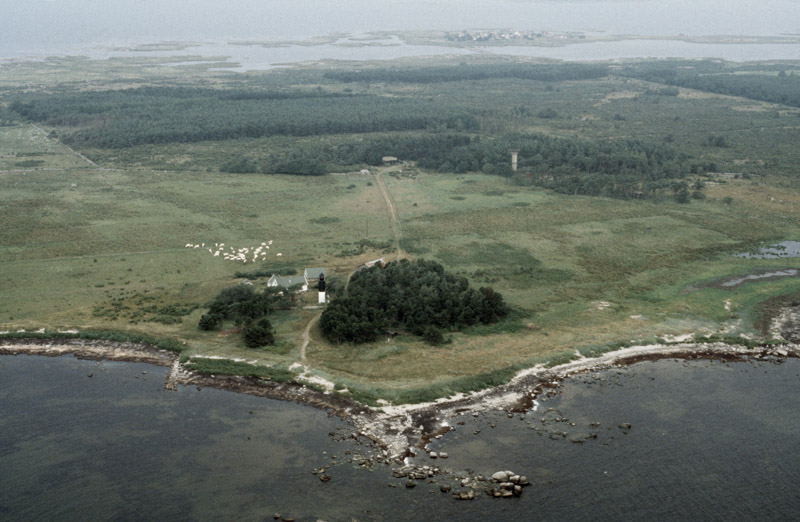
Utlängan

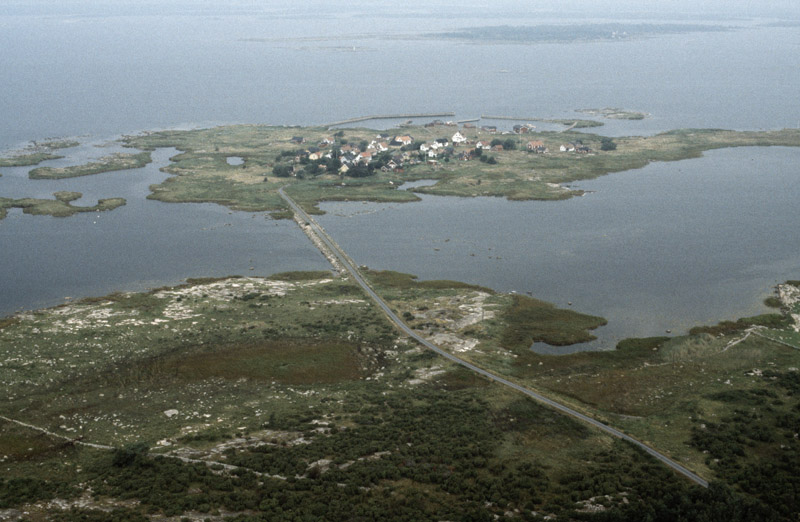
Stenshamn

Der Hafen von Utlängan, Stenshamn, befindet sich auf einer eigenen Insel. Utlängan ist von dort aus über eine Brücke zu erreichen. In Utlängan befindet sich eine Sendestation der Signalaufklärung (Försvarets radioanstalt). Auf Utlängan gibt es einen geschützten ehemaligen Leuchtturm im Norden. Die Insel hat seit 1882 auch im südlichen Teil einen Leuchtturm. Im Gegensatz zur üblichen Vorgehensweise wurde aber kein Leuchtturmwärterhaus gebaut, sondern einer der Bauern, der auch Aalfischer war und Kapitän eines Rettungsbootes war, wurde Leuchtturmwärter. Der alte Leuchtturm wurde 1931 durch einen neuen aus Beton ersetzt.
Anfang des 19. Jahrhunderts ließ sich hier eine Familie nieder. Auf der Insel gab es höchstens sechs ständige Farmen. Im Jahr 2012 blieb nur ein Haushalt übrig.

## Geschichte
Im Mittelalter war die Insel ein Ausgangspunkt für Seereisen. Die Route ist heute unter dem Namen König Waldemars Segelroute bekannt.